# Joakim Larsson (forskare)
Joakim Larsson, född 1969 i Ljungby, är en svensk biolog känd främst för sina studier kring läkemedel och antibiotikaresistens i miljön.
Larsson disputerade 2000 vid Göteborgs universitet. Sedan 2012 är han professor i miljöfarmakologi vid avdelningen för infektionssjukdomar vid Institutionen för biomedicin vid Sahlgrenska akademin, Göteborgs universitet. Sedan 2016 är han även föreståndare för Centrum för Antibiotikaresistensforskning (CARe) vid Göteborgs universitet.

## Forskning
Larssons upptäckt att etinylestradiol bidrog till feminiseringen av fisk 1999 var en av de utlösande faktorerna för en allmän oro över läkemedel i miljön. Hans forskning om antibiotikaföroreningar från läkemedelstillverkning i Indien har fått betydande uppmärksamhet, bland annat i flera dokumentärfilmer. Denna och senare forskningsstudier från Larssons forskargrupp kring bland annat gränsvärden för utsläpp har lett till olika samhällsåtgärder, bland andra: 
- En global WHO-standard     för att begränsa utsläpp från antibiotikatillverkning [21]
- Två punkter (76, 91) om begränsningar av utsläpp från antibiotikatillverkning i en FN-deklaration
- Ett indiskt lagförslag att begränsa utsläppen[22]
- Frivilliga åtaganden från många av världens största läkemedelsföretag att minska industriella utsläpp av antibiotika, samt utveckling av en internationell utsläppsstandard[23]
- Införande av miljökriterier vid upphandling av läkemedel i Sverige och Norge

- En revidering av den svenska modellen för generisk substitution av läkemedel som väger in företagens utsläppskontroll[24]
- Flera FN-organ,[25] Europaparlamentet och G7 har uttalat ett internationellt behov av motsvarande åtgärder, inklusive     ökad transparens i läkemedelsproduktionskedjan.

Joakim Larsson har publicerat över 200 vetenskapliga artiklar. Sedan 2018 tillhör han de 1% mest högciterade forskarna i världen enligt Web of Science.

## Priser och utmärkelser
Larsson var mottagare av det första nationella priset för effektiv forskningskommunikation (2023) instiftat av Örebro universitet och Hamrin Foundation. Han mottog även Eric K. Fernströms pris för unga, särskilt lovande och framgångsrika forskare år 2012.